# Jan Kucz
Jan Kucz (ur. 10 czerwca 1936 w Zarzeczu, zm. 14 września 2021 w Warszawie) – polski rzeźbiarz i pedagog.

## Życiorys

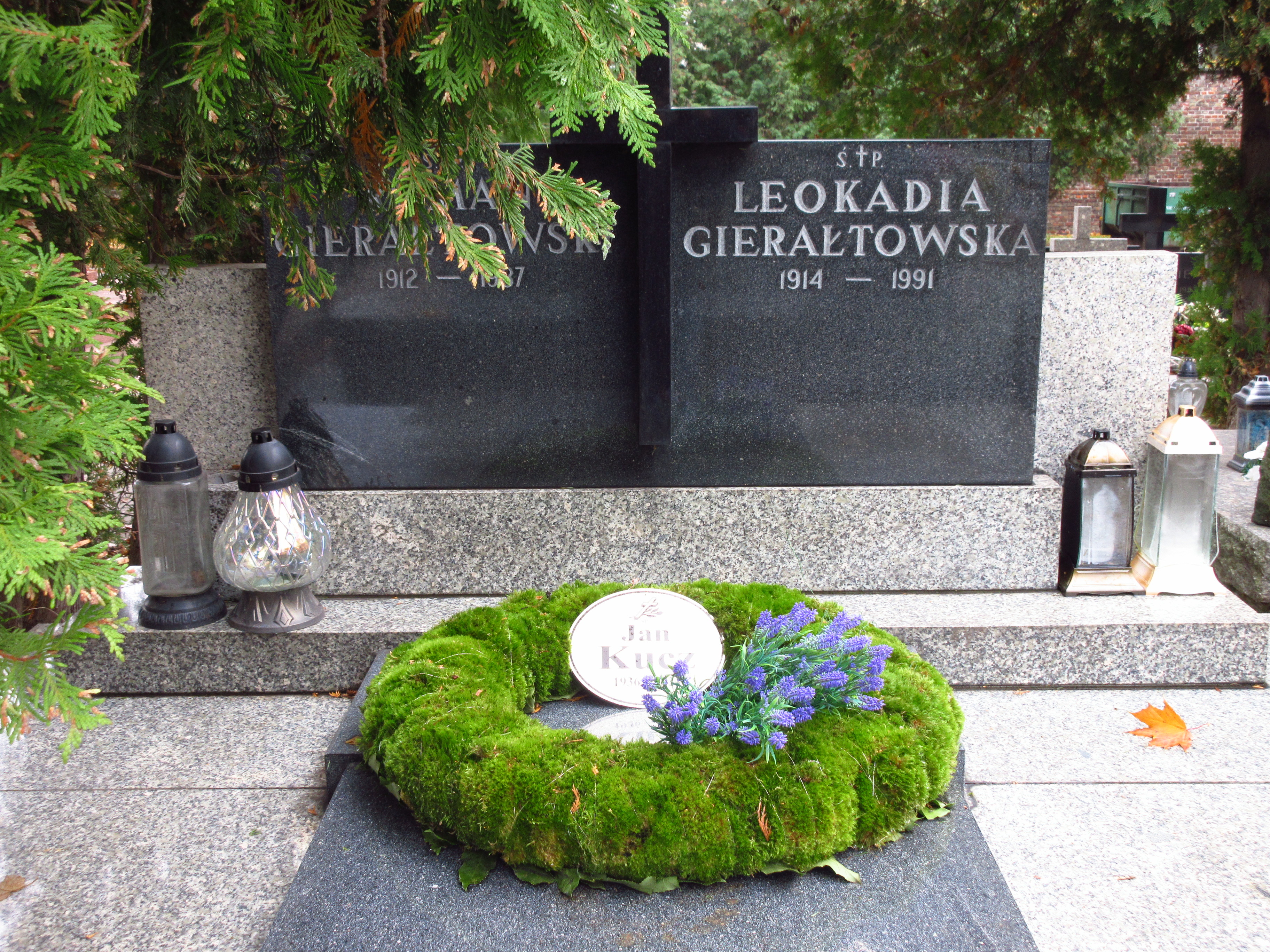
Grób Jana Kucza na Cmentarzu Bródnowskim w Warszawie.

W 1955 r. ukończył Liceum Technik Plastycznych w Bielsku-Białej, a w 1961 r. ukończył studia na Wydziale Rzeźby Akademii Sztuk Pięknych w Warszawie. W 1982 r. reprezentował Polskę na Biennale w Wenecji, w latach 1992–2002 był członkiem Rady Artystycznej Centrum Rzeźby Polskiej w Orońsku. Prowadził pracownię rzeźby na macierzystej uczelni. Był wykładowcą w pracowni malarstwa w Europejskiej Akademii Sztuk w Warszawie. Pochowany na cmentarzu Bródnowskim (kwatera 1C-4-1/2).

## Ważniejsze realizacje
- pomnik Ludwika Zamenhofa w Białymstoku (1973); popiersie
- pomnik Fryderyka Chopina w Dusznikach Zdroju (1976)
- pomnik Gustawa Morcinka w Skoczowie (1987)
- portrety Mikołaja Góreckiego i Wojciecha Kilara w Filharmonii w Bydgoszczy
- portret von Karajana w Hamburgu
- portret Gustawa Holoubka w Teatrze Polskim w Warszawie
- pomnik kardynała Stefana Wyszyńskiego w Częstochowie (1997)
- pomnik Jana Pawła II w Kaliszu (1999)
- pomnik Cyryla Ratajskiego w Poznaniu (2002)
- pomnik Fryderyka Chopina w Parku Południowym we Wrocławiu (2004)
- pomnik Jana Kochanowskiego w Radomiu (2006)
- pomnik Jana Pawła II w Bielsku-Białej (2006)

## Nagrody i odznaczenia
- 2011 – Złoty Medal „Zasłużony Kulturze Gloria Artis”[3]
- 2005 – Krzyż Oficerski Orderu Odrodzenia Polski[4]
- 2001 – nagroda Brata Alberta za pomnik papieża Jana Pawła II i pomnik kardynała Wyszyńskiego
- 2000 – Grand Prix za całokształt twórczości na Biennale Sztuki Sakralnej w Częstochowie
- 1992 – nagroda Ministra Kultury i Sztuki za pracę pedagogiczną
- 1983 – Złoty Krzyż Zasługi za pracę pedagogiczną i artystyczną[4]
- Srebrny Krzyż Zasługi
- Złota Odznaka honorowa „Za Zasługi dla Warszawy”